# Haute-Ajoie
Haute-Ajoie is een gemeente in het district Porrentruy, dat behoort tot het kanton Jura. Haute-Ajoie heeft 987 inwoners.

## Geschiedenis
Haute-Ajoie is een fusiegemeente ontstaan op 1 januari 2009 uit de gemeenten Chevenez, Damvant, Reclere en Roche-d'Or. Op 1 januari werd Rocourt opgenomen in de fusiegemeente.

## Geografie
Haute-Ajoie heeft een oppervlakte van 36.46 km² en grenst aan de buurgemeenten Bure, Courtedoux, Dannemarie, Fahy, Fontenais, Glere, Grandfontaine, Montancy, Montjoie-le-Château, Vaufrey en Villars-lès-Blamont.
Haute-Ajoie heeft een gemiddelde hoogte 491 meter.

## Politiek
In het gemeentebestuur van Haute-Ajoie is de Christendemocratische Volkspartij de grootste met 47% van de zetels, de Sociaaldemocratische Partij van Zwitserland met 18.5%, de Zwitserse Volkspartij met 15.6%, de Groene Partij van Zwitserland met 10.7% en de Vrijzinnig Democratische Partij.De Liberalen met 8.2% van de zetels.